# Rufus Choate
Rufus Choate (Ipswich, 1799. október 1. – Halifax, 1859. július 13.) az Amerikai Egyesült Államok szenátora (Massachusetts, 1841–1845).